# VX Sagittarii
VX Sagittarii è una stella supergigante rossa di classe spettrale M4eIa-M10eIa situata nella costellazione del Sagittario, distante circa 4700 anni luce.

## Caratteristiche fisiche

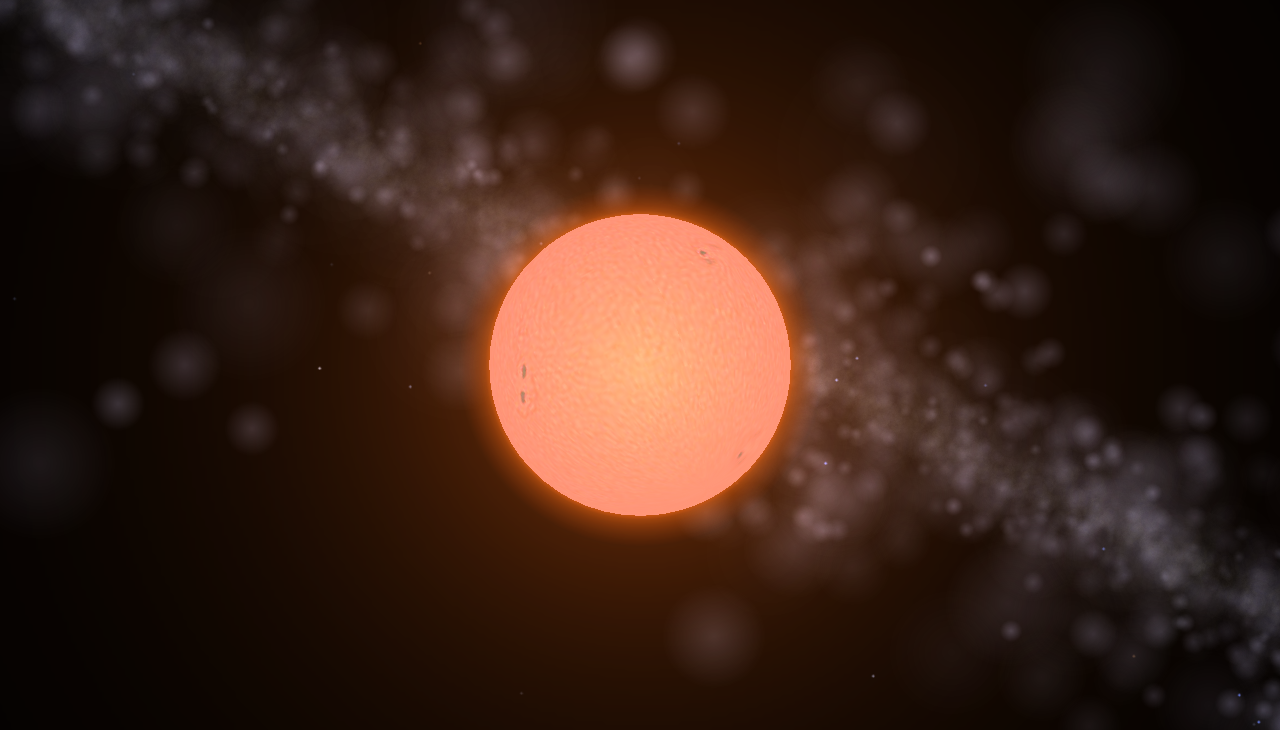
Rappresentazione artistica di VX Sagittarii.

È classificata come variabile semiregolare, con un periodo di variabilità di 732 giorni. 
Possiede una massa 11 volte superiore a quella del Sole, una temperatura superficiale media di 3575 gradi K e un raggio 1200 volte superiore a quello solare, che la colloca tra le stelle più grandi conosciute. 
L'atmosfera è molto estesa, irregolare e variabile durante le pulsazioni della stella., così come è variabile la temperatura; in ogni caso temperature così basse sono paragonabili a quelle delle più fredde stelle AGB, come Mira, piuttosto che a quelle delle supergiganti massicce
Il tipo spettrale varia tra M4e (al massimo) e M9.8e (al minimo), e appartiene alla classe di luminosità Ia, di cui fanno parte le supergiganti luminose. Lo spettro mostra righe di emissione che indicano che la stella sta perdendo massa attraverso un forte vento stellare.